# Critérium du Dauphiné 2022
Das Critérium du Dauphiné 2022 war die 74. Austragung des französischen Etappenrennens. Das Radrennen fand vom 5. bis zum 12. Juni im Rahmen von acht Etappen statt und war Teil der UCI WorldTour 2022.
Den Gesamtsieg sicherte sich Primož Roglič (Jumbo-Visma) vor seinem Teamkollegen Jonas Vingegaard und Ben O’Connor (AG2R Citroën). Jumbo-Visma, gewann zu dem die Mannschaftswertung und sicherte sich mit Wout van Aert die Punktewertung. Die Bergwertung ging an Pierre Rolland (B&B Hotels p/b KTM) und die Nachwuchswertung gewann Tobias Halland Johannessen (Uno-X).
Im Jahr 2022 überschnitt sich die Rundfahrt mit der Tour de Suisse, die ebenfalls als wichtiges Vorbereitungsrennen für die Tour de France gilt.

## Streckenführung
Insgesamt legten die Fahrer in den acht Etappen 1190,3 Kilometer zurück. Es standen fünf hüglige Etappen, zwei Bergankünfte und ein flaches Einzelzeitfahren auf dem Programm. Die Rundfahrt begann im Département Ardèche in der Gemeinde La Voulte-sur-Rhône. Anschließend ging es in Richtung Nordwesten ins Département Puy-de-Dôme, wo auf der dritten Etappe eine kleine Bergankunft absolviert wurde. Danach folgten ein Einzelzeitfahren und eine hüglige Etappe im Umland von Lyon, ehe die Fahrer nach Gap und somit in die Alpen gelangten. Die letzten zwei Etappen endeten jeweils mit einer Bergankunft in Vaujany (1243 m) und auf dem Plateau de Solaison (1508 m). Der höchste Punkt der Rundfahrt war der Col du Galibier (2642 m), der auf der siebten überquert wurde.
| Etappe         | Datum             | Strecke                                  | Typ                 | km     |
| -------------- | ----------------- | ---------------------------------------- | ------------------- | ------ |
| 1              | So, 5. Juni 2022  | La Voulte-sur-Rhône – Beauchastel        | Mittelgebirgsetappe | 191,8  |
| 2              | Mo, 6. Juni 2022  | Saint-Péray – Brives-Charensac           | Mittelgebirgsetappe | 169,8  |
| 3              | Di, 7. Juni 2022  | Saint-Paulien – Chastreix-Sancy          | Mittelgebirgsetappe | 164    |
| 4              | Mi, 8. Juni 2022  | Montbrison – La Bâtie d'Urfé             | Einzelzeitfahren    | 31,9   |
| 5              | Do, 9. Juni 2022  | Thizy-les-Bourgs – Chaintré              | Mittelgebirgsetappe | 162,3  |
| 6              | Fr, 10. Juni 2022 | Rives – Gap                              | Mittelgebirgsetappe | 196,5  |
| 7              | Sa, 11. Juni 2022 | Saint-Chaffrey – Vaujany                 | Hochgebirgsetappe   | 134,8  |
| 8              | So, 12. Juni 2022 | Saint-Alban-Leysse – Plateau de Solaison | Hochgebirgsetappe   | 139,2  |
| Gesamtdistanz: | Gesamtdistanz:    | Gesamtdistanz:                           | Gesamtdistanz:      | 1190,3 |

## Reglement
Im Rahmen der 74. Auflage wurden Trikots für die Gesamtwertung (gelb), Punktewertung (grün), Bergwertung (blau mit weißen Punkten) und Nachwuchswertung (weiß) vergeben. Für die Teamwertung wurden die Zeiten der drei besten Fahrer pro Etappe zusammengezählt. Während den Etappen gab es die Möglichkeit Zeitbonifikationen zu gewinnen, um sich in der Gesamtwertung zu verbessern. Die genaue Vergabe der Punkte für die Punkte- und Bergwertung wird in der folgenden Tabelle erklärt:
|                 |                | 1. | 2. | 3. | 4. | 5. | 6. | 7. | 8. | 9. | 10. | Platz    |
| Punktewertung   | Zielankunft    | 25 | 22 | 20 | 18 | 16 | 14 | 12 | 10 | 8  | 6   | Punkte   |
| Punktewertung   | Zwischensprint | 10 | 6  | 4  |    |    |    |    |    |    |     | Punkte   |
| Bergwertung     | HC-Kategorie   | 15 | 12 | 10 | 8  | 6  | 5  | 4  | 3  | 2  | 1   | Punkte   |
| Bergwertung     | 1. Kategorie   | 10 | 8  | 6  | 4  | 2  | 1  |    |    |    |     | Punkte   |
| Bergwertung     | 2. Kategorie   | 5  | 3  | 2  | 1  |    |    |    |    |    |     | Punkte   |
| Bergwertung     | 3. Kategorie   | 2  | 1  |    |    |    |    |    |    |    |     | Punkte   |
| Bergwertung     | 4. Kategorie   | 1  |    |    |    |    |    |    |    |    |     | Punkte   |
| Bonussekununden | Zielankunft    | 10 | 6  | 4  |    |    |    |    |    |    |     | Sekunden |
| Bonussekununden | Zwischensprint | 3  | 2  | 1  |    |    |    |    |    |    |     | Sekunden |

## Teilnehmende Mannschaften und Fahrer
Neben den 18 UCI WorldTeams starteten auch 4 UCI ProTeams bei der Rundfahrt. Für jedes Team waren sieben Fahrer. Von den 154 Startern erreichten 125 das Ziel der Rundfahrt.
Als Top Favorit auf den Rundfahrtsieg galt der Slowene Primož Roglič (Jumbo-Visma), der mit Jonas Vingegaard und Steven Kruijswijk zwei weitere Gesamtklassement-Fahrer in seinem Team hatte. Weitere starke Gesamtklassement-Fahrer waren: Enric Mas (Movistar), Brandon McNulty, Juan Ayuso, George Bennett (alle UAE Team Emirates), Jack Haig, Damiano Caruso (beide Bahrain Victorious), Ben O’Connor (AG2R Citroën), David Gaudu (Groupama-FDJ), Jan Hirt, Louis Meintjes (beide Intermarché-Wanty-Gobert Matériaux), Wilco Kelderman (Bora-hansgrohe), Mark Padun (EF Education-EasyPost) und Tao Geoghegan Hart (Ineos Grenadiers).
Mit Dylan Groenewegen (BikeExchange-Jayco), Phil Bauhaus (Bahrain Victorious), Sebastián Molano (UAE Team Emirates), Matthew Walls und Jordi Meeus (beide Bora-hansgrohe) standen nur wenige Sprint-Spezialisten am Start der Rundfahrt. Dazu kamen jedoch mit Wout van Aert, Christophe Laporte (beide Jumbo-Visma) und Ethan Hayter (Ineos Grenadiers) Fahrer, die endschnell waren und gut über hügliges Terrain kamen.
Im Zeitfahren galten der Weltmeister Filippo Ganna (Ineos Grenadiers), Wout van Aert, Primož Roglič, Rémi Cavagna (Quick-Step Alpha Vinyl) und Brandon McNulty als potentielle Etappensieger.
| UCI WorldTeams | UCI WorldTeams        | UCI WorldTeams | UCI WorldTeams                    | UCI WorldTeams | UCI WorldTeams          | UCI ProTeams | UCI ProTeams           |
| -------------- | --------------------- | -------------- | --------------------------------- | -------------- | ----------------------- | ------------ | ---------------------- |
| ACT            | AG2R Citroën Team     | IGD            | Ineos Grenadiers                  | BEX            | Team BikeExchange-Jayco | ARK          | Team Arkéa-Samsic      |
| AST            | Astana Qazaqstan Team | IWG            | Intermaché-Wanty-Gobert Matériaux | DSM            | Team DSM                | BBK          | B&B Hotels p/b KTM     |
| TBV            | Bahrain Victorious    | IPT            | Israel-Premier Tech               | TFS            | Trek-Segafredo          | TEN          | TotalEnergies          |
| BOH            | Bora-Hansgrohe        | TJV            | Jumbo-Visma                       | UAD            | UAE Team Emirates       | UXT          | Uno-X Pro Cycling Team |
| COF            | Cofidis               | LTS            | Lotto Soudal                      |                |                         |              |                        |
| EFE            | EF Education-EasyPost | MOV            | Movistar Team                     |                |                         |              |                        |
| GFC            | Groupama-FDJ          | QST            | Quick-Step Alpha Vinyl Team       |                |                         |              |                        |

## Rennverlauf und Ergebnisse
Auf der ersten Etappe setzte sich Wout van Aert (Jumbo-Visma) in einem Massensprint vor Ethan Hayter (Ineos Grenadiers) und Sean Quinn (EF Education-EasyPost) durch und schlüpfte als erster Fahrer ins Gelbe Trikot des Gesamtführenden. Mit Dylan Groenewegen (BikeExchange-Jayco), Phil Bauhaus (Bahrain Victorious), Jordi Meeus und Matthew Walls (beide Bora-hansgrohe) wurden einige Sprinter auf dem hügligen Terrain abgehängt und erreichten das Ziel nicht mit dem Hauptfeld. Die zweite Etappe gewann Alexis Vuillermoz (TotalEnergies) aus einer Ausreißergruppe. Der Franzose setzte sich im Sprint gegen seine Fluchtkollegen Anders Skaarseth (Uno-X) und Olivier Le Gac (Groupama-FDJ) durch und übernahm das Gelbe Trikot von Wout van Aert, der als erster des Hauptfelds mit einem Rückstand von fünf Sekunden das Ziel erreichte. Die dritte Etappe gewann David Gaudu (Groupama-FDJ) in einem Bergauf-Sprint aus einer kleinen Gruppe vor Wout van Aert, der sich vor kurz vor der Ziellinie in Führung liegend aufrichtete und auf den letzten Metern von dem Franzosen abgefangen wurde. Alexis Vuillermoz büßte rund eine Minute ein und musste das Führungstrikot nach einem Tag wieder an Wout van Aert abgeben.
Im Zeitfahren der vierten Etappe gewann der Weltmeister Filippo Ganna (Ineos Grenadiers) mit zwei Sekunden Vorsprung auf den Gesamtführenden Wout van Aert. In der Gesamtwertung kam es zu den ersten größeren Zeitabständen. Mit Primož Roglič (Jumbo-Visma) konnte als einziger Favorit auf den Gesamtsieg seinen Rückstand unter einer Minute auf den Tagessieger halten. Mit rund eineinhalb Minuten Rückstand folgten Jonas Vingegaard (Jumbo-Visma), Damiano Caruso (Bahrain Victorious), Tao Geoghegan Hart (Ineos Grenadiers) und Juan Ayuso (UAE Team Emirates). Wilco Kelderman (Bora-hansgrohe), Enric Mas (Movistar), David Gaudu und Jack Haig (Bahrain Victorious) verloren sogar rund zwei Minuten auf Filippo Ganna. Brandon McNulty (UAE Team Emirates) musste aufgrund eines technischen Defekts sein Zeitfahrrad wechseln, verlor dabei viel Zeit und erreichte das Ziel mit einem Rückstand von zwei Minuten und 21 Sekunden. In der Gesamtwertung verteidigte Wout van Aert das Gelbe Trikot und liegt nun 53 Sekunden vor Mattia Cattaneo (Quick-Step Alpha Vinyl) und 56 Sekunden vor Primož Roglič. Alle weiteren Fahrer liegen bereits über eine Minute und 20 Sekunden zurück.
Die fünfte Etappe gewann Wout van Aert in einem Massensprint vor Jordi Meeus und Ethan Hayter, nachdem das Hauptfeld die Ausreißergruppe rund 200 Meter vor dem Ziel einholte. Dylan Groenewegen wurde im letzten Anstieg der Côte de Mont-Brison vom Peloton abgehängt und konnte erneut nicht in den Sprint eingreifen. Wout van Aert baute seine Gesamtführung durch die 10 Bonussekunden weiter aus und führt nun mit über einer Minute Vorsprung die Gesamtwertung an. Auf der sechsten Etappe setzen sich erneut die Ausreißer durch. Valentin Ferron (TotalEnergies) attackierte rund einen Kilometer vor dem Ziel und hielt seine Fluchtgefährten auf Distanz, die drei Sekunden nach ihm das Ziel erreichten. Die weiteren Plätze gingen an Pierre Rolland (B&B Hotels p/b KTM) und Warren Barguil (Arkéa-Samsic), während das Hauptfeld mit 32 Sekunden Rückstand auf den Tagessieger das Ziel erreichte. Nicht an den Start der sechsten Etappe ging Juan Ayuso, der das Rennen krankheitsbedingt beenden musste.
Die Vorentscheidung auf den Rundfahrtsieg, fiel auf dem Schlussanstieg der siebten Etappe. Jonas Vingegaard bereitete eine Attacke von Primož Roglič vor, der sich rund zwei Kilometer vor dem Ziel von den anderen Favoriten löste. Zwar konnte er mit Carlos Verona (Movistar) den letzten verbliebenen Ausreißer nicht mehr einholen, doch er übernahm das Gelbe Trikot von seinem Teamkollegen Wout van Aert, der viel Zeit verlor und im Gesamtklassement weit zurückfiel. Hinter dem Slowenen erreichte mit Jonas Vingegaard mit einem Rückstand von 12 Sekunden das Ziel und schob sich auf den zweiten Gesamtrang. Sein Rückstand auf seinen Teamkollegen Primož Roglič betrug jedoch bereits 44 Sekunden. Dahinter folgte Ben O’Connor, der das Ziel als vierter erreichte und in der Gesamtwertung fast eineinhalb Minuten zurücklag. Auf der achten und letzten Etappe unterstrich die Jumbo-Visma Mannschaft erneut ihre Vorherrschaft und feierte mit Jonas Vingegaard und Primož Roglič einen Doppelsieg. Die beiden lösten sich rund 5 Kilometer vor dem Ziel von den anderen Fahrern und kamen gemeinsam auf dem Plateau de Solaison (1508 m) an. Dahinter bestätigte erneut Ben O’Connor seine gute Form und erreichte als dritter das Ziel mit einem Rückstand von 15 Sekunden. Primož Roglič gewann als erster Slowene das Critérium du Dauphiné vor 40 Sekunden auf Jonas Vingegaard (+ 0:40 Sekunden) und Ben O’Connor (+1:41 min).
Etappe 1: La Voulte-sur-Rhône – Beauchastel (191,8 km)
Die erste Etappe startete in La Voulte-sur-Rhône und endete im Nachbarort Beauchastel. Nachdem die Strecke auf den ersten Kilometern flach entlang der Rhone verliefen, drehte sie in Richtung Westen und führte die Fahrer in die Hügel des Regionalen Naturparks Monts d’Ardèche. Hier wurden mit dem Col de Leyrisse (583 m) und der Côte de Baraques (788 m) Bergwertungen der 2. bzw. 3. Kategorie abgenommen. Danach folgten die Fahrer dem Eyrieux stromabwärts und erreichten etwa zur Hälfte der Renndistanz den finalen Rundkurs. Dieser war 62,7 Kilometer lang und wurde zweimal befahren. Auf jeder Runde stand mit der Côte du Chambon de Bavas (435 m) eine Bergwertung der 3. Kategorie auf dem Programm. Die zweite und letzte Überquerung fand rund 36 Kilometer vor dem Ziel statt, ehe es nach einer kurzen Gegensteigung und der anschließenden Abfahrt flach zum Ziel in Beauchastel ging. Der Zwischensprint des Tages wurde bei der ersten Zieldurchfahrt ausgefahren.
| Platz | Fahrer               | Nation | Team                               | Zeit                   |
| ----- | -------------------- | ------ | ---------------------------------- | ---------------------- |
| 01.   | Wout van Aert        | BEL    | Jumbo-Visma                        | 4:37:31 h (41,46 km/h) |
| 02.   | Ethan Hayter         | GBR    | Ineos Grenadiers                   | "                      |
| 03.   | Sean Quinn           | USA    | EF Education-EasyPost              | "                      |
| 04.   | Hugo Page            | FRA    | Intermarché-Wanty-Gobert Matériaux | "                      |
| 05.   | Edvald Boasson Hagen | NOR    | TotalEnergies                      | "                      |
| 06.   | Jasper Stuyven       | BEL    | Trek-Segafredo                     | "                      |
| 07.   | Clément Venturini    | FRA    | AG2R Citroën Team                  | "                      |
| 08.   | Maxim Van Gils       | BEL    | Lotto Soudal                       | "                      |
| 09.   | Benjamin Thomas      | FRA    | Cofidis                            | "                      |
| 10.   | Jannik Steimle       | GER    | Quick-Step Alpha Vinyl Team        | "                      |

| Platz | Fahrer               | Nation | Team                               | Zeit       |
| ----- | -------------------- | ------ | ---------------------------------- | ---------- |
| 01.   | Wout van Aert        | BEL    | Jumbo-Visma                        | 4:37:21 h  |
| 02.   | Ethan Hayter         | GBR    | Ineos Grenadiers                   | + 0:04 min |
| 03.   | Sean Quinn           | USA    | EF Education-EasyPost              | + 0:06 min |
| 04.   | Maxime Bouet         | FRA    | Team Arkéa-Samsic                  | + 0:07 min |
| 05.   | Laurens Huys         | BEL    | Intermarché-Wanty-Gobert Matériaux | + 0:08 min |
| 06.   | Pierre Rolland       | FRA    | B&B Hotels p/b KTM                 | + 0:09 min |
| 07.   | Hugo Page            | FRA    | Intermarché-Wanty-Gobert Matériaux | + 0:10 min |
| 08.   | Edvald Boasson Hagen | NOR    | TotalEnergies                      | "          |
| 09.   | Jasper Stuyven       | BEL    | Trek-Segafredo                     | "          |
| 10.   | Clément Venturini    | FRA    | AG2R Citroën Team                  | "          |

Etappe 2: Saint-Péray – Brives-Charensac (169,8 km)
Die zweite Etappe führte die Fahrer von Saint-Péray über die Hügel des Regionalen Naturparks Monts d’Ardèche nach Brives-Charensac nahe Le Puy-en-Velay. Die ersten Kilometer verliefen flach entlang der Rhone, ehe es in Richtung Westen zu den Anstiegen der Côte de Désaignes (700 m) und Côte de Saint-Agrève (1038 m) ging, die als Bergwertungen der 3. Kategorie klassifiziert waren. Anschließend drehten die Fahrer in Richtung Süden und erreichten über Le Cheylard den Col de Mézilhac (1123 m). Dieser wurde 60 Kilometer vor dem Ziel überquert und war eine Bergwertung der 2. Kategorie. Im Anschluss blieben die Fahrer auf einem Plateau auf dem kurz darauf beim Mont Gerbier-de-Jonc der einzige Zwischensprint des Tages erfolgte. Nun ging es stetig bergab in Richtung Nordwesten, ehe 9 Kilometer vor dem Ziel die kurze Steigung der Côte de Rohac (787 m) überquert wurde. Diese wies auf einer Länge von 1,2 Kilometern eine durchschnittliche Steigung von 5,9 % auf und war als Bergwertung der 4. Kategorie klassifiziert. Die letzten Kilometer führten flach zum Ziel in Brives-Charensac.
| Platz | Fahrer                 | Nation | Team                               | Zeit                   |
| ----- | ---------------------- | ------ | ---------------------------------- | ---------------------- |
| 01.   | Alexis Vuillermoz      | FRA    | TotalEnergies                      | 4:03:34 h (41,82 km/h) |
| 02.   | Anders Skaarseth       | NOR    | Uno-X Pro Cycling Team             | "                      |
| 03.   | Olivier Le Gac         | FRA    | Groupama-FDJ                       | "                      |
| 04.   | Kevin Vermaerke        | USA    | Team DSM                           | "                      |
| 05.   | Anthony Delaplace      | FRA    | Team Arkéa-Samsic                  | "                      |
| 06.   | Wout van Aert          | BEL    | Jumbo-Visma                        | + 0:05 min             |
| 07.   | Ethan Hayter           | GBR    | Ineos Grenadiers                   | "                      |
| 08.   | Hugo Page              | FRA    | Intermarché-Wanty-Gobert Matériaux | "                      |
| 09.   | Clément Venturini      | FRA    | AG2R Citroën Team                  | "                      |
| 10.   | Aljaksandr Rabuschenka | BLR    | Astana Qazaqstan Team              | "                      |

| Platz | Fahrer            | Nation | Team                               | Zeit       |
| ----- | ----------------- | ------ | ---------------------------------- | ---------- |
| 01.   | Alexis Vuillermoz | FRA    | TotalEnergies                      | 8:40:55 h  |
| 02.   | Anders Skaarseth  | NOR    | Uno-X Pro Cycling Team             | + 0:03 min |
| 03.   | Olivier Le Gac    | FRA    | Groupama-FDJ                       | + 0:04 min |
| 04.   | Wout van Aert     | BEL    | Jumbo-Visma                        | + 0:05 min |
| 05.   | Kevin Vermaerke   | USA    | Team DSM                           | + 0:07 min |
| 06.   | Ethan Hayter      | GBR    | Ineos Grenadiers                   | + 0:09 min |
| 07.   | Anthony Delaplace | FRA    | Team Arkéa-Samsic                  | + 0:10 min |
| 08.   | Sean Quinn        | USA    | EF Education-EasyPost              | + 0:11 min |
| 09.   | Maxime Bouet      | FRA    | Team Arkéa-Samsic                  | + 0:12 min |
| 10.   | Laurens Huys      | BEL    | Intermarché-Wanty-Gobert Matériaux | + 0:13 min |

Etappe 3: Saint-Paulien – Chastreix-Sancy (164 km)
Die dritte Etappe startete in Saint-Paulien und endete mit einer kleinen Bergankunft bei der Station Chastreix-Sancy (1396 m). Die Strecke führte in Richtung Nordwesten und die Fahrer passierten in der ersten Hälfte des Rennens eine Bergwertung der 3. Kategorie bei der Côte de Saint-Vert (941 m) und einen Zwischensprint in Issoire. Danach erreichten die Fahrer das Umland des Puy de Sancy, wo die Straße zu steigen begann. 32,7 Kilometer vor dem Ziel folgte mit der Côte de Besse en Chandesse (1054 m), eine Bergwertung der 4. Kategorie und die Fahrer blieben anschließend auf einem Hochplateau, dass sie über Picherande zum Einstieg in die Schlusssteigung (2. Kategorie) brachte. Die letzten 6,2 Kilometer führten bergauf bei einer Steigung von im Schnitt 5,6 %.
| Platz | Fahrer           | Nation | Team                    | Zeit                   |
| ----- | ---------------- | ------ | ----------------------- | ---------------------- |
| 01.   | David Gaudu      | FRA    | Groupama-FDJ            | 4:09:38 h (40,62 km/h) |
| 02.   | Wout van Aert    | BEL    | Jumbo-Visma             | "                      |
| 03.   | Victor Lafay     | FRA    | Cofidis                 | "                      |
| 04.   | Ruben Guerreiro  | POR    | EF Education-EasyPost   | "                      |
| 05.   | Kevin Geniets    | LUX    | Groupama-FDJ            | "                      |
| 06.   | Nick Schultz     | AUS    | Team BikeExchange-Jayco | "                      |
| 07.   | Damiano Caruso   | ITA    | Bahrain Victorious      | "                      |
| 08.   | Dylan Teuns      | BEL    | Bahrain Victorious      | "                      |
| 09.   | Matteo Jorgenson | USA    | Movistar Team           | "                      |
| 10.   | Brandon McNulty  | USA    | UAE Team Emirates       | "                      |

| Platz | Fahrer           | Nation | Team                  | Zeit       |
| ----- | ---------------- | ------ | --------------------- | ---------- |
| 01.   | Wout van Aert    | BEL    | Jumbo-Visma           | 12:50:32 h |
| 02.   | David Gaudu      | FRA    | Groupama-FDJ          | + 0:06 min |
| 03.   | Victor Lafay     | FRA    | Cofidis               | + 0:12 min |
| 04.   | Patrick Konrad   | AUT    | Bora-hansgrohe        | + 0:16 min |
| 05.   | Matteo Jorgenson | USA    | Movistar Team         | "          |
| 06.   | Ruben Guerreiro  | POR    | EF Education-EasyPost | "          |
| 07.   | Esteban Chaves   | COL    | EF Education-EasyPost | "          |
| 08.   | Primož Roglič    | SLO    | Jumbo-Visma           | "          |
| 09.   | Steff Cras       | BEL    | Lotto Soudal          | "          |
| 10.   | Ben O’Connor     | AUS    | AG2R Citroën Team     | "          |

Etappe 4: Montbrison – La Bâtie d'Urfé (31,9 km)
Die vierte Etappe fand im Rahmen eines Einzelzeitfahrens statt und führte auf flachen Straßen von Montbrison zum Schloss La Bastie d’Urfé. In Mornand-en-Forez (km 11,6) und Chalain-d’Uzore (km 21) wurden jeweils Zwischenzeiten abgenommen.
| Platz | Fahrer             | Nation | Team                        | Zeit                   |
| ----- | ------------------ | ------ | --------------------------- | ---------------------- |
| 01.   | Filippo Ganna      | ITA    | Ineos Grenadiers            | 0:35:32 h (53,86 km/h) |
| 02.   | Wout van Aert      | BEL    | Jumbo-Visma                 | + 0:02 min             |
| 03.   | Ethan Hayter       | GBR    | Ineos Grenadiers            | + 0:17 min             |
| 04.   | Mattia Cattaneo    | ITA    | Quick-Step Alpha Vinyl Team | + 0:39 min             |
| 05.   | Primož Roglič      | SLO    | Jumbo-Visma                 | + 0:42 min             |
| 06.   | Luke Durbridge     | AUS    | Team BikeExchange-Jayco     | + 0:53 min             |
| 07.   | Jonas Vingegaard   | DEN    | Jumbo-Visma                 | + 1:12 min             |
| 08.   | Damiano Caruso     | ITA    | Bahrain Victorious          | + 1:25 min             |
| 09.   | Tao Geoghegan Hart | GBR    | Ineos Grenadiers            | + 1:31 min             |
| 10.   | Juan Ayuso         | ESP    | UAE Team Emirates           | + 1:34 min             |

| Platz | Fahrer             | Nation | Team                        | Zeit       |
| ----- | ------------------ | ------ | --------------------------- | ---------- |
| 01.   | Wout van Aert      | BEL    | Jumbo-Visma                 | 13:26:06 h |
| 02.   | Mattia Cattaneo    | ITA    | Quick-Step Alpha Vinyl Team | + 0:53 min |
| 03.   | Primož Roglič      | SLO    | Jumbo-Visma                 | + 0:56 min |
| 04.   | Jonas Vingegaard   | DEN    | Jumbo-Visma                 | + 1:26 min |
| 05.   | Ethan Hayter       | GBR    | Ineos Grenadiers            | "          |
| 06.   | Damiano Caruso     | ITA    | Bahrain Victorious          | + 1:39 min |
| 07.   | Tao Geoghegan Hart | GBR    | Ineos Grenadiers            | + 1:45 min |
| 08.   | Juan Ayuso         | ESP    | UAE Team Emirates           | + 1:48 min |
| 09.   | Matteo Jorgenson   | USA    | Movistar Team               | + 1:50 min |
| 10.   | Ben O’Connor       | AUS    | AG2R Citroën Team           | + 2:00 min |

Etappe 5: Thizy-les-Bourgs – Chaintré (162,3 km)
Die fünfte Etappe startete in Thizy-les-Bourgs und führte durch die Monts du Beaujolais nach Chaintré. Auf der Fahrt Richtung Norden wurden bereits auf den ersten 50 Kilometern mit dem Col des Ercobans (835 m) und der Côte de Dun (692 m) zwei Bergwertungen der 3. bzw. 2. Kategorie überquert. Zudem erfolgte nach 43,8 gefahrenen Kilometern in Chauffailles ein Zwischensprint. Bei Charolles änderte sich die Fahrtrichtung und die Strecke führte in Richtung Osten. 24,1 und 12,8 Kilometer vor dem Ziel standen mit dem Col du Bois Clair (394 m) und der Côte de Mont-Brison (356 m) zwei Bergwertungen der 4. Kategorie auf dem Programm, ehe die letzten Kilometer flach nach Chaintré führten.
| Platz | Fahrer               | Nation | Team                               | Zeit                   |
| ----- | -------------------- | ------ | ---------------------------------- | ---------------------- |
| 01.   | Wout van Aert        | BEL    | Jumbo-Visma                        | 3:38:35 h (44,55 km/h) |
| 02.   | Jordi Meeus          | BEL    | Bora-hansgrohe                     | "                      |
| 03.   | Ethan Hayter         | GBR    | Ineos Grenadiers                   | "                      |
| 04.   | Edvald Boasson Hagen | NOR    | TotalEnergies                      | "                      |
| 05.   | Hugo Page            | FRA    | Intermarché-Wanty-Gobert Matériaux | "                      |
| 06.   | Jasper Stuyven       | BEL    | Trek-Segafredo                     | "                      |
| 07.   | Andrea Bagioli       | ITA    | Quick-Step Alpha Vinyl Team        | "                      |
| 08.   | Jan Bakelants        | BEL    | Intermarché-Wanty-Gobert Matériaux | "                      |
| 09.   | Matis Louvel         | FRA    | Team Arkéa-Samsic                  | "                      |
| 10.   | Sebastián Molano     | COL    | UAE Team Emirates                  | "                      |

| Platz | Fahrer             | Nation | Team                        | Zeit       |
| ----- | ------------------ | ------ | --------------------------- | ---------- |
| 01.   | Wout van Aert      | BEL    | Jumbo-Visma                 | 17:04:31 h |
| 02.   | Mattia Cattaneo    | ITA    | Quick-Step Alpha Vinyl Team | + 1:03 min |
| 03.   | Primož Roglič      | SLO    | Jumbo-Visma                 | + 1:06 min |
| 04.   | Ethan Hayter       | GBR    | Ineos Grenadiers            | + 1:32 min |
| 05.   | Jonas Vingegaard   | DEN    | Jumbo-Visma                 | + 1:36 min |
| 06.   | Damiano Caruso     | ITA    | Bahrain Victorious          | + 1:49 min |
| 07.   | Tao Geoghegan Hart | GBR    | Ineos Grenadiers            | + 1:55 min |
| 08.   | Juan Ayuso         | ESP    | UAE Team Emirates           | + 1:58 min |
| 09.   | Matteo Jorgenson   | USA    | Movistar Team               | + 2:00 min |
| 10.   | Ben O’Connor       | AUS    | AG2R Citroën Team           | + 2:10 min |

Etappe 6: Rives – Gap (196,4 km)
Die sechste Etappe startete in Rives und führte in die Alpen mit einer Zielankunft in Gap. Die ersten rund 40 Kilometer verliefen flach entlang der Isère, ehe die Fahrer in den Regionalen Naturpark Vercors abbogen. Hier führte die Straße für 35 Kilometer bergauf und es wurden mit der Côte de Sainte-Eulalie-en-Royans (304 m), Côte des Grands Goulets (593 m) und dem Col de Rousset (1233 m), Bergwertungen der 4. , 3. und 2. Kategorie abgenommen. Im Anschluss folgte eine Abfahrt nach Die, wo die Straße erneut leicht zu steigen begann. 67,5 Kilometer vor dem Ziel erreichten die Fahrer Beaurières, wo ein Zwischensprint ausgefahren wurde und der Anstieg auf den Col de Cabre (1181 m) begann. Dieser war 9,1 Kilometer lang, wies eine durchschnittliche Steigung von 4,6 % auf und war als Bergwertung der 2. Kategorie klassifiziert. Nach der anschließenden Abfahrt führte die Strecke weiter leicht ansteigend über Veynes nach La Freissinouse. Im Finale folgte eine kurze nicht kategorisierte Steigung bei Romette, ehe es zum Ziel nach Gap ging.
| Platz | Fahrer               | Nation | Team                        | Zeit                   |
| ----- | -------------------- | ------ | --------------------------- | ---------------------- |
| 01.   | Valentin Ferron      | FRA    | TotalEnergies               | 4:22:17 h (44,95 km/h) |
| 02.   | Pierre Rolland       | FRA    | B&B Hotels p/b KTM          | + 0:03 min             |
| 03.   | Warren Barguil       | FRA    | Team Arkéa-Samsic           | "                      |
| 04.   | Andrea Bagioli       | ITA    | Quick-Step Alpha Vinyl Team | "                      |
| 05.   | Geoffrey Bouchard    | FRA    | AG2R Citroën Team           | "                      |
| 06.   | Victor Lafay         | FRA    | Cofidis                     | "                      |
| 07.   | Edvald Boasson Hagen | NOR    | TotalEnergies               | + 0:32 min             |
| 08.   | Dylan Groenewegen    | NED    | Team BikeExchange-Jayco     | "                      |
| 09.   | Matis Louvel         | FRA    | Team Arkéa-Samsic           | "                      |
| 10.   | Jordi Meeus          | BEL    | Bora-hansgrohe              | "                      |

| Platz | Fahrer             | Nation | Team                        | Zeit       |
| ----- | ------------------ | ------ | --------------------------- | ---------- |
| 01.   | Wout van Aert      | BEL    | Jumbo-Visma                 | 21:27:20 h |
| 02.   | Mattia Cattaneo    | ITA    | Quick-Step Alpha Vinyl Team | + 1:03 min |
| 03.   | Primož Roglič      | SLO    | Jumbo-Visma                 | + 1:06 min |
| 04.   | Ethan Hayter       | GBR    | Ineos Grenadiers            | + 1:32 min |
| 05.   | Jonas Vingegaard   | DEN    | Jumbo-Visma                 | + 1:36 min |
| 06.   | Damiano Caruso     | ITA    | Bahrain Victorious          | + 1:49 min |
| 07.   | Tao Geoghegan Hart | GBR    | Ineos Grenadiers            | + 1:55 min |
| 08.   | Matteo Jorgenson   | USA    | Movistar Team               | + 2:00 min |
| 09.   | Ben O’Connor       | AUS    | AG2R Citroën Team           | + 2:10 min |
| 10.   | Wilco Kelderman    | NED    | Bora-hansgrohe              | + 2:12 min |

Etappe 7: Saint-Chaffrey – Vaujany (134,8 km)
Die siebte Etappe startete in Saint-Chaffrey und endete mit einer Bergankunft der 2. Kategorie in Vaujany (1243 m). Vom ersten Kilometer an führte die Strecke bergauf in Richtung Nordwesten. Bereits nach 5,2 Kilometern wurde in Le Monêtier-les-Bains ein Zwischensprint ausgefahren, ehe es über den Col du Lautaret auf den Col du Galibier (HC-Kategorie) ging. Dieser wurde nach 26,5 Kilometern überquert und war mit einer Höhe von 2642 Metern der höchste Punkt der Rundfahrt. Anschließend ging es bergab über den Col du Télégraphe nach Saint-Michel-de-Maurienne. Die Fahrer folgten dem Arc flussabwärts nach Saint-Jean-de-Maurienne, wo der zweite Anstieg der HC-Kategorie auf den Col de la Croix de Fer (2067 m) begann. Dieser unrhythmische Anstieg führte über 29 Kilometer mit einer durchschnittlichen Steigung von 5,9 % und wurde 30,8 Kilometer vor dem Ziel überquert. Nach einer längeren Abfahrt erreichten die Fahrer den Lac du Verney, bei dem die Schlusssteigung begann. Der Anstieg nach Vaujany wies auf einer Länge von 5,7 Kilometern eine durchschnittliche Steigung von 7,2 % auf.
| Platz | Fahrer                     | Nation | Team                               | Zeit                   |
| ----- | -------------------------- | ------ | ---------------------------------- | ---------------------- |
| 01.   | Carlos Verona              | ESP    | Movistar Team                      | 3:53:35 h (34,62 km/h) |
| 02.   | Primož Roglič              | SLO    | Jumbo-Visma                        | + 0:13 min             |
| 03.   | Jonas Vingegaard           | DEN    | Jumbo-Visma                        | + 0:25 min             |
| 04.   | Ben O’Connor               | AUS    | AG2R Citroën Team                  | + 0:27 min             |
| 05.   | Tobias Halland Johannessen | NOR    | Uno-X Pro Cycling Team             | + 0:39 min             |
| 06.   | Esteban Chaves             | COL    | EF Education-EasyPost              | + 0:40 min             |
| 07.   | David Gaudu                | FRA    | Groupama-FDJ                       | "                      |
| 08.   | Louis Meintjes             | RSA    | Intermarché-Wanty-Gobert Matériaux | "                      |
| 09.   | Tao Geoghegan Hart         | GBR    | Ineos Grenadiers                   | + 0:48 min             |
| 10.   | Jack Haig                  | AUS    | Bahrain Victorious                 | + 0:56 min             |

| Platz | Fahrer                     | Nation | Team                               | Zeit       |
| ----- | -------------------------- | ------ | ---------------------------------- | ---------- |
| 01.   | Primož Roglič              | SLO    | Jumbo-Visma                        | 25:22:08 h |
| 02.   | Jonas Vingegaard           | DEN    | Jumbo-Visma                        | + 0:44 min |
| 03.   | Ben O’Connor               | AUS    | AG2R Citroën Team                  | + 1:24 min |
| 04.   | Tao Geoghegan Hart         | GBR    | Ineos Grenadiers                   | + 1:30 min |
| 05.   | Damiano Caruso             | ITA    | Bahrain Victorious                 | + 1:32 min |
| 06.   | David Gaudu                | FRA    | Groupama-FDJ                       | + 1:40 min |
| 07.   | Tobias Halland Johannessen | NOR    | Uno-X Pro Cycling Team             | + 2:05 min |
| 08.   | Matteo Jorgenson           | USA    | Movistar Team                      | + 2:06 min |
| 09.   | Jack Haig                  | AUS    | Bahrain Victorious                 | + 2:12 min |
| 10.   | Louis Meintjes             | RSA    | Intermarché-Wanty-Gobert Matériaux | + 2:16 min |

Etappe 8: Saint-Alban-Leysse – Plateau de Solaison (139,2 km)
Die achte und letzte Etappe startete in Saint-Alban-Leysse und endete mit einer Bergankunft der HC-Kategorie auf dem Plateau de Solaison (1508 m). Nach dem Start ging es in das Massif des Bauges, wo mit dem Col de la Plainpalais (1151 m) und Col de Leschaux (933 m) Bergwertungen der 1. und 3. Kategorie abgenommen wurden. Nach der anschließenden Abfahrt erreichten die Fahrer den Lac d’Annecy, den sie in Richtung Osten umfuhren. Über Saint-Ferréol und Thônes gelangten die Fahrer nach Le Grand-Bornand, wo 50,7 Kilometer vor dem Ziel der Zwischensprint ausgefahren wurde. Unmittelbar danach ging es bergauf auf den Col de la Colombière (1612 m), der 38,3 Kilometer vor dem Ziel überquert wurde. Der Anstieg der 1. Kategorie wies eine durchschnittliche Steigung von 5,8 % bei einer Länge von 11,8 Kilometern auf. Nach der Abfahrt, die nach Scionzier führte folgte ein rund zehn Kilometer langes Flachstück, ehe die letzten 11,3 Kilometer mit einer durchschnittlichen Steigung von 9,2 % zum Ziel auf dem Plateau de Solaison (HC-Kategorie) führten.
| Platz | Fahrer                     | Nation | Team                               | Zeit                   |
| ----- | -------------------------- | ------ | ---------------------------------- | ---------------------- |
| 01.   | Jonas Vingegaard           | DEN    | Jumbo-Visma                        | 3:49:20 h (36,31 km/h) |
| 02.   | Primož Roglič              | SLO    | Jumbo-Visma                        | "                      |
| 03.   | Ben O’Connor               | AUS    | AG2R Citroën Team                  | + 0:15 min             |
| 04.   | Esteban Chaves             | COL    | EF Education-EasyPost              | + 0:53 min             |
| 05.   | Ruben Guerreiro            | POR    | EF Education-EasyPost              | "                      |
| 06.   | Damiano Caruso             | ITA    | Bahrain Victorious                 | + 0:55 min             |
| 07.   | Louis Meintjes             | RSA    | Intermarché-Wanty-Gobert Matériaux | "                      |
| 08.   | Jack Haig                  | AUS    | Bahrain Victorious                 | "                      |
| 09.   | Steven Kruijswijk          | NED    | Jumbo-Visma                        | + 1:20 min             |
| 10.   | Tobias Halland Johannessen | NOR    | Uno-X Pro Cycling Team             | + 1:40 min             |

| Platz | Fahrer                     | Nation | Team                               | Zeit       |
| ----- | -------------------------- | ------ | ---------------------------------- | ---------- |
| 01.   | Primož Roglič              | SLO    | Jumbo-Visma                        | 29:11:22 h |
| 02.   | Jonas Vingegaard           | DEN    | Jumbo-Visma                        | + 0:40 min |
| 03.   | Ben O’Connor               | AUS    | AG2R Citroën Team                  | + 1:41 min |
| 04.   | Damiano Caruso             | ITA    | Bahrain Victorious                 | + 2:33 min |
| 05.   | Jack Haig                  | AUS    | Bahrain Victorious                 | + 3:13 min |
| 06.   | Louis Meintjes             | RSA    | Intermarché-Wanty-Gobert Matériaux | + 3:17 min |
| 07.   | Esteban Chaves             | COL    | EF Education-EasyPost              | + 3:18 min |
| 08.   | Tao Geoghegan Hart         | GBR    | Ineos Grenadiers                   | + 3:44 min |
| 09.   | Ruben Guerreiro            | POR    | EF Education-EasyPost              | + 3:48 min |
| 10.   | Tobias Halland Johannessen | NOR    | Uno-X Pro Cycling Team             | + 3:51 min |

## Wertungen im Verlauf
| Etappe         | Etappensieger     | Gesamtwertung     | Sprintwertung | Bergwertung    | Nachwuchswertung           | Teamwertung           | aktivster Fahrer      |
| -------------- | ----------------- | ----------------- | ------------- | -------------- | -------------------------- | --------------------- | --------------------- |
| 1              | Wout van Aert     | Wout van Aert     | Wout van Aert | Pierre Rolland | Ethan Hayter               | EF Education-EasyPost | Pierre Rolland        |
| 2              | Alexis Vuillermoz | Alexis Vuillermoz | Wout van Aert | Pierre Rolland | Kevin Vermaerke            | Team Arkéa-Samsic     | Alexis Vuillermoz     |
| 3              | David Gaudu       | Wout van Aert     | Wout van Aert | Pierre Rolland | Matteo Jorgenson           | Bahrain Victorious    | Sebastian Schönberger |
| 4              | Filippo Ganna     | Wout van Aert     | Wout van Aert | Pierre Rolland | Ethan Hayter               | Jumbo-Visma           | nicht vergeben        |
| 5              | Wout van Aert     | Wout van Aert     | Wout van Aert | Pierre Rolland | Ethan Hayter               | Jumbo-Visma           | Benjamin Thomas       |
| 6              | Valentin Ferron   | Wout van Aert     | Wout van Aert | Pierre Rolland | Ethan Hayter               | Jumbo-Visma           | Geoffrey Bouchard     |
| 7              | Carlos Verona     | Primož Roglič     | Wout van Aert | Pierre Rolland | Tobias Halland Johannessen | Jumbo-Visma           | Carlos Verona         |
| 8              | Jonas Vingegaard  | Primož Roglič     | Wout van Aert | Pierre Rolland | Tobias Halland Johannessen | Jumbo-Visma           | Michael Storer        |
| Wertungssieger | Wertungssieger    | Primož Roglič     | Wout van Aert | Pierre Rolland | Tobias Halland Johannessen | Jumbo-Visma           | nicht vergeben        |